# 薩米特嶺
63°27′S 57°2′W / 63.450°S 57.033°W
薩米特嶺（英語：Summit Ridge）是南極洲的山嶺，位於葛拉漢地的特里尼蒂半島東北端，長0.9公里，海拔高度380米，在1945年由英國研究隊命名和繪入地圖，現時由南極條約體系管理。